# 굿모닝 대한민국 라이브
《굿모닝 대한민국 라이브》는 KBS 2TV에서 2020년 7월 6일부터 2022년 5월 6일까지 "생방송 아침이 좋다"와 "무한리필 샐러드"를 통합하여 방송한 아침 교양 프로그램이다.

## 기획 의도
1부, 2부 등에 걸쳐 생방송으로 진행되는 아침 시사교양 프로그램. 한 주간의 가장 뜨거운 이슈들을 생생하게 전달.

## 코너
1부
- 모닝 키워드
- 이 시각 대한민국
- 전국여지도 / 글로벌 이슈 / 경찰 24시 / 라이브 사건 PICK
- 경제 라이브 / 과학 라이브 / 핫 클릭 연예 ZOOM / 시사 라이브
- 100만개의 눈 / 박재석의 사각지대 / 사건의 진실 제3의 눈 / 오지로 트롯 / 날씨 플러스

2부
- 핫이슈 현장 / 현장 24시 / 대한민국 민원 24시 / 염탐정의 끝장 취재 / 대물 사냥꾼 / 이수정의 프로파일링 / 360.현장 추적
- 어디든지 간다!, 뭐든지 한다! / 한문철의 블랙박스 / 잡이의 전설 / 자자손손 3대 맛집 / 천년의 밥상 / 명PD의 이런 곳 처음입니다 / 슬기로운 건강생활
- 환장의 짝꿍 / 이슈 추적 / 여기서 살아볼家 / 똑집사 / 나는 전설이다
- 버스 타GO / 나는 자연愛 산다 / 글로벌 식객 남녀 / 염탐정의 끝장 취재 / 강제 소환 네가 왜 거기서 나와?
- 이 시각 대한민국 / 찐 현장 속으로 / 현장 포착

## 종영된 코너
- 360 현장 추적
- 슬기로운 건강생활
- 순간포착 세상에 이런 뷰가!
- 애니멀피디아
- 글로벌 식객 남녀
- 강나라의 남쪽 여행
- 배재성의 뉴스브리핑
- 웰컴 투 라이브
- 좋아요 대한민국
- 가족의 세계
- 전국민 고민 해결 배심원
- 이인철의 모의법정
- 옆집의 비밀
- 일생법
- 엄마를 부탁해~!
- 누워서 세계속으로
- 굿모닝 날씨

## 역대 방송시간
| 방송 채널 | 방송 기간                        | 방송 시간                                                                                             | 비고              |
| --------- | -------------------------------- | --- | ----------------- |
| KBS 2TV   | 2020년 7월 6일 ~ 2021년 6월 25일 | 1부 : 평일 아침 7:00 ~ 아침 8:00, 2부 : 평일 아침 8:15 ~ 오전 9:15, 3부 : 평일 오전 9:15 ~ 오전 10:00 | [ 1 ] [ 2 ] [ 3 ] |
| KBS 2TV   | 2021년 6월 28일 ~ 2022년 5월 6일 | 1부 : 평일 아침 7:00 ~ 아침 8:00, 2부 : 평일 아침 8:00 ~ 오전 9:00                                    |                   |

## 진행자

### 최종 진행자

#### 월요일 ~ 목요일
- 강승화 - KBS 아나운서 (남)
- 김진희 - KBS 아나운서 (여)[4][5]
- 강성규 - KBS 아나운서 (남)[6]

#### 금요일
- 이광용 - KBS 前 아나운서 (남)
- 박지원 - KBS 아나운서 (여)[7]
- 김선근 - KBS 아나운서 (남)

### 이전 진행자

#### 월요일 ~ 목요일
- 엄지인 - KBS 아나운서 (여)

### 대체 진행자

#### 월요일 ~ 목요일
- 이각경 - KBS 아나운서 (여)
- 정지원 - KBS 아나운서 (여)

## 타이틀 변천사
| 기수 | 타이틀                 | 방송 기간                          |
| ---- | ---------------------- | ---------------------------------- |
| 1기  | 상쾌한 아침입니다      | 1981년 9월 7일 ~ 1984년 3월 31일   |
| 2기  | 출발, 기동취재반       | 1984년 4월 2일 ~ 1984년 10월 27일  |
| 3기  | 7시/8시 명랑열차       | 1984년 10월 29일 ~ 1986년 5월 24일 |
| 4기  | 아침의 광장            | 1986년 5월 26일 ~ 1987년 2월 28일  |
| 5기  | 생방송 전국은 지금     | 1987년 3월 2일 ~ 1994년 10월 8일   |
| 6기  | 생방송 TV 정보센터     | 1994년 10월 10일 ~ 1995년 4월 29일 |
| 7기  | 생방송 아침을 달린다   | 1995년 5월 1일 ~ 1997년 3월 1일    |
| 8기  | 생방송 좋은 아침입니다 | 1997년 3월 3일 ~ 2000년 4월 29일   |
| 9기  | 생방송 오늘            | 2000년 5월 1일 ~ 2001년 11월 3일   |
| 10기 | 생방송 세상의 아침     | 2001년 11월 5일 ~ 2009년 10월 17일 |
| 11기 | 생방송 오늘            | 2009년 10월 19일 ~ 2011년 5월 28일 |
| 12기 | 굿모닝 대한민국        | 2011년 5월 30일 ~ 2014년 12월 31일 |
| 13기 | 2TV 아침               | 2015년 1월 1일 ~ 2016년 4월 22일   |
| 14기 | 생방송 아침이 좋다     | 2016년 4월 25일 ~ 2020년 7월 3일   |
| 15기 | 굿모닝 대한민국 라이브 | 2020년 7월 6일 ~ 2022년 5월 6일    |

## 제공 시보(8시) (2020년 ~ 2022년)
- 기아 주식회사
- 한국맥도날드유한회사

## 같이 보기
- KBS 뉴스광장, 인간극장, 아침마당 (KBS 1TV)
- MBC 뉴스투데이, 생방송 오늘아침 (MBC TV)
- 모닝와이드 (SBS TV)
- 상암동 클라스 (JTBC)
- 굿모닝 MBN, 굿모닝 월드, 아침 & 매일경제, 생생 정보마당 (MBN)
- 행복한 아침, 김진의 돌직구쇼 (채널A)
- TV조선 뉴스퍼레이드, 네트워크 매거진, 굿모닝 정보세상 (TV조선)